# Чичагов, Василий Яковлевич
Васи́лий Я́ковлевич Чичаго́в (28 февраля (11 марта) 1726 — 4 (16) апреля 1809, Санкт-Петербург) — русский мореплаватель, полярный исследователь, флотоводец екатерининской эпохи, адмирал (1782). Отец адмирала Павла Чичагова.
Именем адмирала названы острова́ Чичагова — группа из двух островов в архипелаге Земля Франца-Иосифа.

## Биография
Происходил из дворянского рода Чичаговых. Учился первоначально в Школе навигацких наук, после чего получил дополнительное образование в Великобритании на королевском флоте. Обучение завершил в 1742 году и в том же году в 16 лет поступил на службу в российский флот гардемарином. В 1745 году получил офицерский чин мичмана.
С 1751 года был корабельным секретарём. С 1754 года командовал фрегатом «Святой Михаил», на котором участвовал в боевых действиях Семилетней войны на Балтике. Отличился при высадке десанта в ходе осады Кольберга. В 1764 году был командиром линейного корабля «Ревель».
В июле 1764 года был назначен помощником главного командира Архангельского порта. Находясь на этой должности, дважды — в 1765 и 1766 годах — отправлялся в «секретные экспедиции» на трёх кораблях из порта Кола к Камчатке и Северной Америке, имевшими целью обнаружение «морского прохода Северным океаном в Камчатку» (проект академика М. В. Ломоносова, который предположил, что длительный солнечный прогрев в полярный день приводит к освобождению океана вокруг полюса ото льда, и писал: «Северный океан есть пространное поле, где усугубиться может российская слава, соединенная с беспримерной пользой чрез изобретение восточно-северного мореплавания в Индию и Америку»), где предполагалась его встреча с отрядом П. К. Креницына. Однако из-за тяжёлых льдов эти экспедиции достигали лишь 80° 26’ северной широты к северо-западу от Шпицбергена в первый раз и 80° 30’ северной широты во второй, после чего вынуждены были возвратиться в Архангельск. На то время это было максимальное продвижение кораблей на север, также участниками экспедиции был выполнен большой объём геофизических, океанографических и метеорологических наблюдений, описан животный и растительный мир Шпицбергена.
С 1768 года Чичагов занимал пост главного командира Архангельского, Ревельского и Кронштадтского портов. В 1772 году возглавил эскадру кораблей, совершивший поход из Балтийского моря в Средиземное на усиление русского флота, сражавшегося в первой Архипелагской экспедиции. Во время русско-турецкой войны в ноябре 1773—1774 годах Чичагов командовал одним из отрядов Донской флотилии, который в мае—июле 1774 года успешно оборонял Керченский пролив от превосходящего в силах турецкого флота.
В 1782 году получил звание адмирала. В 1782—1784 годах командовал русской эскадрой в Средиземном море, базировавшейся на порт Ливорно.
После смерти адмирала С. К. Грейга Екатерина II назначила Чичагова командующим флотом во время войны со шведами. В этой должности он одержал победы над превосходящими силами противника в Эландском (1789), Ревельском (1790) и Выборгском сражениях, взяв при этом в плен множество кораблей, фрегатов и других судов, более 5000 солдат и до 200 офицеров, в том числе шведского контр-адмирала. Эти победы принудили шведского короля Густава III к скорому заключению мира.
Однако ряд современников адмирала и историков весьма критично оценивают действия Чичагова как командующего флотом в этой войне, отмечая его медлительность, нерешительность, нежелание идти на риск, неоднократно упущенные возможности нанесения шведам более существенного урона и даже полного уничтожения шведского флота в Выборгском сражении.
С именем Чичагова связан известный исторический анекдот, согласно которому во время аудиенции у Екатерины II адмирал, рассказывая о выигранном сражении, так увлекся, что, позабыв об этике и правилах приличия, начал обильно материться, ругая шведов. Опомнившись, Чичагов смутился и принялся просить прощения, но Екатерина тактично сделала вид, что не поняла непристойных выражений, сказав: «Ничего, Василий Яковлевич, продолжайте; я ваших морских терминов не разумею».
В 1793 году назначен командующим экспедиционным флотом (25 линейных кораблей, 7 фрегатов и нескольких мелких судов), предназначенным для участия, совместно с британским флотом, в блокаде побережья революционной Франции. 30 июня флот Чичагова вышел из Ревеля и направился к берегам Британии, где стал на якоре у острова Мэн. 13 июля в Северное море, для участия в блокаде, была отправлена эскадра адмирала Круза (9 линейных кораблей и 3 фрегата). Эскадра Круза участвовала в блокаде около двух недель, 14 августа у острова Борнхольм она соединяется с остальным флотом Чичагова, который в это время возвращался в Россию. 20 августа флот вернулся в Ревель.
Вышел в отставку в 1797 году. Умер 4 апреля 1809 года, был похоронен на Лазаревском кладбище Александро-Невской лавры. Надпись на надгробном памятнике, сочинённая лично Екатериной II, гласит:
С тройною силою шли шведы на него. Узнав, он рек: Бог защитник мой. Не проглотят они нас. Отразив, пленил и победы получил.

## Награды
- Орден Святой Анны (октябрь 1772);
- Орден Святого Георгия IV класса (26 ноября 1773) — за проведение 18 кампаний;
- Орден Святого Александра Невского (24 ноября 1782);
- Орден Святого апостола Андрея Первозванного (1790) — за победу в Ревельском сражении;
- Орден Святого Георгия I класса (26 июля 1790) — за победу в Выборгском сражении.
- Шпага с алмазами  - за победу в Выборгском сражении. ( Общий морской список. Часть 2. Стр. 477 ).

## Память
В честь Василия Чичагова названы:
- Гора Чичагов (55°43′ с. ш. 160°12′ з. д.HGЯO), на п-ове Аляска;
- Гора Чичагов (367 м), на острове Западный Шпицберген, архипелага Шпицберген;
- Залив Чичагова (55°39′ с. ш. 160°15′ з. д.HGЯO), в Тихом океане, на южном побережье п-ова Аляска;
- Залив Чичагова, в Тихом океане, остров Нуку-Хива в Южной Полинезии, Маркизский архипелаг;
- Мыс Чичагов (58°22′ с. ш. 157°32′ з. д.HGЯO), на северо-западном берегу п-ова Аляска;
- Мыс Чичагов (Сата), на западном берегу острова Кюсю, Япония;
- Мыс Чичагов, на острове Нуку-Хива, Маркизский архипелаг;
- Мыс Чичагов, на острове Западный Шпицберген;
- Набережная Адмирала Чичагова в Выборге;
- Остров Чичагов (57°52′ с. ш. 135°47′ з. д.HGЯO), в Тихом океане, Александровский архипелаг, Аляска;
- О-ва Чичагова (81°32′ с. ш. 56°48′ в. д.HGЯO), в архипелаге Новая Земля;
- Пролив Чичагова (56°21′ с. ш. 132°29′ з. д.HGЯO), между островами Этолина на юге и Воронковского на севере в Александровском архипелаге, Аляска.

Примечательно, что Чичагов изображён на почтовом блоке марок Республики Чад.
На стеле «Город воинской славы», установленной в 2011 году в Выборге, размещён барельеф с изображением В. Я. Чичагова.
14 августа 2017 в деревне Старово Нейского района Костромской области состоялось открытие памятника.